# Matías Cahais
Matías Cahais (Morón, 24 dicembre 1987) è un calciatore argentino, difensore dell'Excursionistas.

## Caratteristiche tecniche
È un difensore centrale.

## Palmarès

### Nazionale
- Campionato mondiale Under-20: 1

Canada 2007